# Adductie
Adductie is de beweging van een van de ledematen in het frontale vlak, dus zijwaarts, vanuit de neutrale uitgangshouding, de anatomische houding, naar het lichaam toe. Het tegenovergestelde van adductie is abductie.
Adductie kan bijvoorbeeld plaatsvinden in het schoudergewricht en het heupgewricht. De lange kop, caput longum, van de triceps, musculus triceps brachii, een skeletspier in de achterzijde van de bovenarm, zorgt voor de adductie van de schouder.

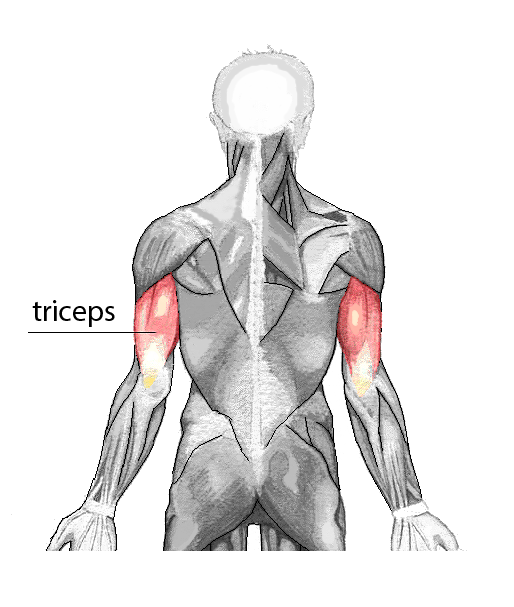
Triceps

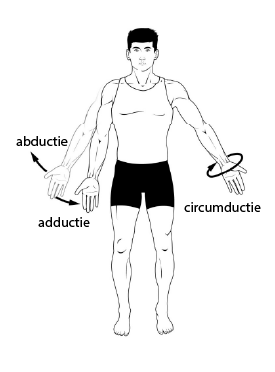
Bewegingen ab-, ad- en circumductie

## Arm en schouder
- Musculus subscapularis
- Musculus teres major
- Musculus pectoralis major
- Musculus infraspinatus
- Musculus triceps brachii
- Musculus latissimus dorsi
- Musculus coracobrachialis

## Hand en pols
- Musculus flexor carpi ulnaris
- Musculus extensor carpi ulnaris
- Musculi palmar interossei
- Musculus adductor pollicis

## Been
- Musculus adductor longus
- Musculus adductor brevis
- Musculus adductor magnus
- Musculus pectineus
- Musculus gracilis

## Voet en tenen
- Musculus adductor hallucis
- Musculi plantar interossei